# John Elway

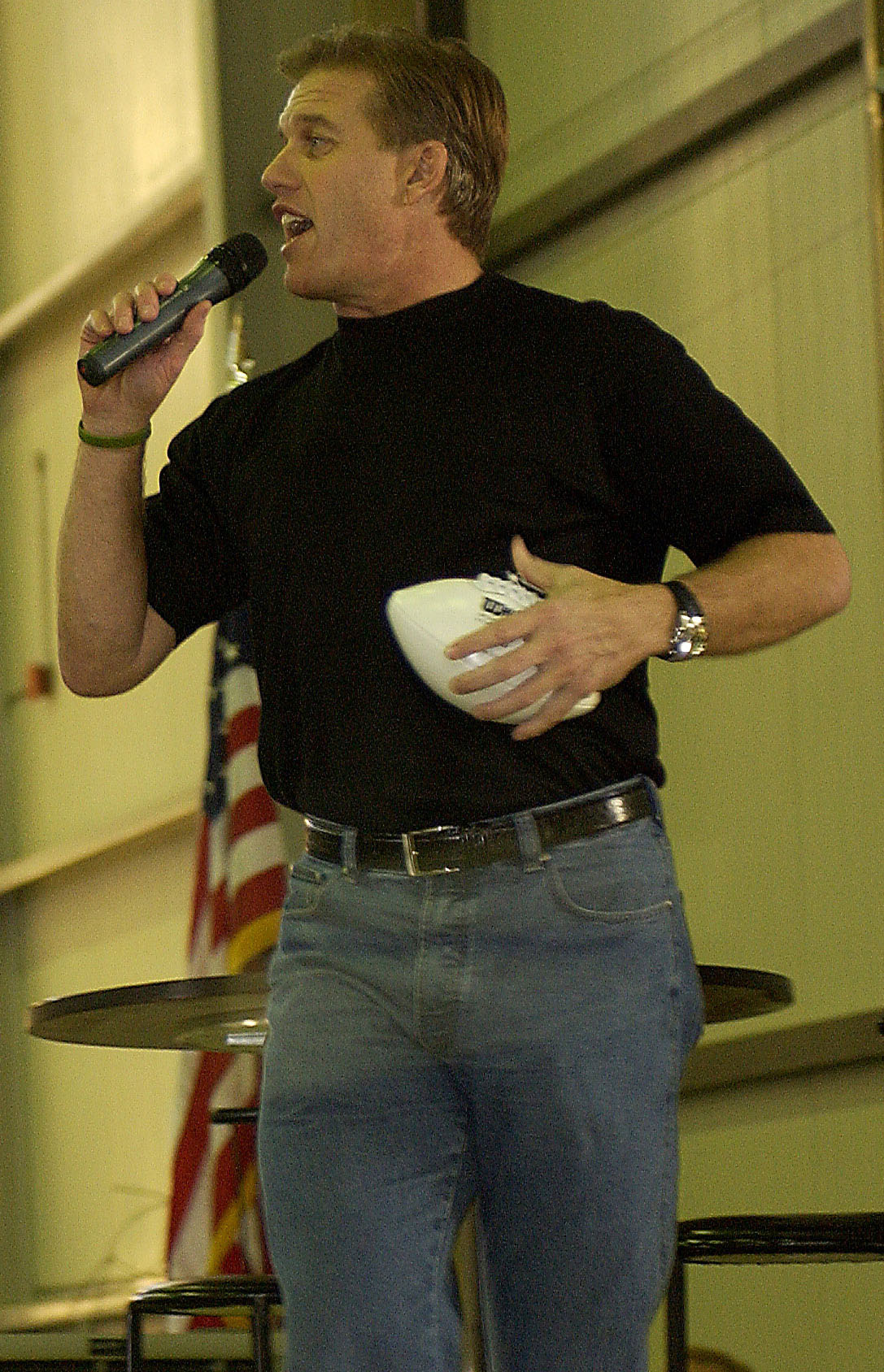
Elway, december 2004.

John Elway, född 28 juni 1960 i Port Angeles, Washington, är en före detta quarterback i amerikansk fotboll. 
Han spelade college-football vid Stanford och hela sin professionella karriär (1983-1998) för Denver Broncos i National Football League (NFL).

## Karriär
I NFL:s draft 1983 valdes Elway först av alla av Baltimore Colts som sedan sålde honom till Denver Broncos. Under sitt andra år i NFL slog Elway flera av Broncos klubbrekord. Han tog Broncos till Super Bowl 1986, 1987 och 1989, dock förlorade laget alla tre gångerna. Sedan dröjde det till 1997 innan Elway och Denver tog sig till Super Bowl igen. Där besegrade man Green Bay Packers. I Super Bowl året efter upprepades triumfen då Denver besegrade Atlanta Falcons. I den matchen, som blev Elways sista, utsågs John Elway till matchens mest värdefulle spelare.
2004 valdes Elway in i Pro Football Hall of Fame.